# Sirnajaya (Sukaraja)
Sirnajaya is een bestuurslaag in het regentschap Tasikmalaya van de provincie West-Java, Indonesië. Sirnajaya telt 8451 inwoners (volkstelling 2010).